# Lasioglossum georgicum
Lasioglossum georgicum är en biart som först beskrevs av Cockerell 1937.  Lasioglossum georgicum ingår i släktet smalbin, och familjen vägbin. Inga underarter finns listade i Catalogue of Life.